# Cesarski kurier

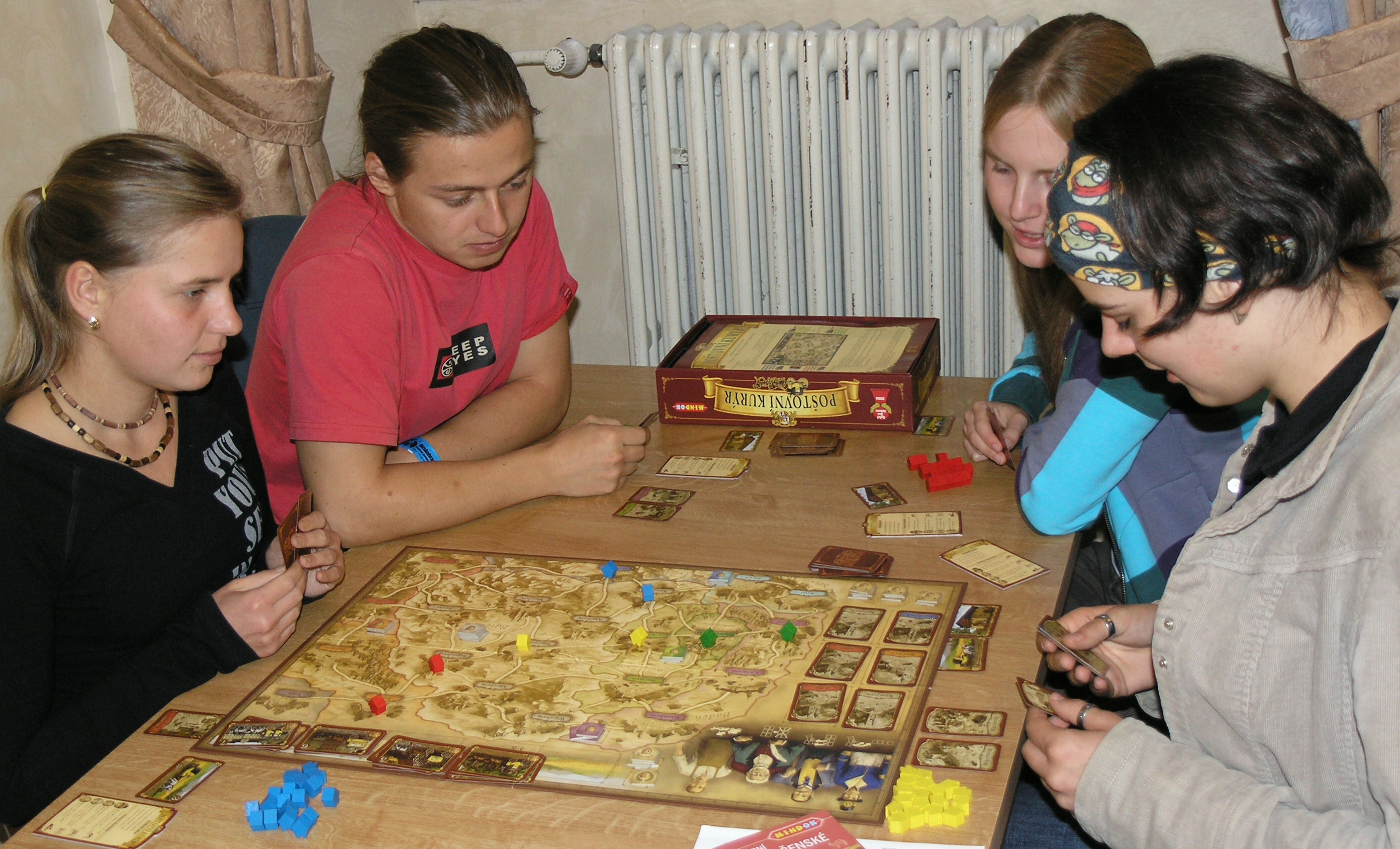
Cesarski kurier

Cesarski kurier (oryg. Thurn und Taxis) – wieloosobowa gra planszowa zaprojektowana przez Karen i Andreasa Seyfarth, opublikowana w 2006 roku przez wydawnictwa Hans im Glück oraz Rio Grande Games. W grze gracze budują sieci połączeń pocztowych oraz placówki pocztowe w Bawarii i w sąsiadujących regionach, tak jak rodzina Thurn und Taxis w XVI w.
Gra otrzymała nagrodę Spiel des Jahres za rok 2006.